# Musikåret 1856

## Händelser
- Januari – Evan och James James skriver Wales nationalsång Hen Wlad Fy Nhadau.
- 24 mars – Bryssels operahus Théâtre Royal de la Monnaie invigs.

## Födda
- 11 januari –  Francisco d'Andrade, portugisisk operasångare (baryton).
- 11 januari – Christian Sinding, norsk tonsättare.
- 19 januari – Gustaf Wennerberg, svensk tonsättare och organist.
- 20 mars – Josef Franz Wagner, österrikisk militär och kompositör.
- 3 september – Selma Ek, svensk operasångare (sopran).
- 28 september – Hilma Lindberg, svensk pianist.
- 25 november – Sergej Tanejev, rysk tonsättare.
- 2 december – Robert Kajanus, finländsk tonsättare och dirigent.

## Avlidna
- 3 maj – Adolphe Adam, 52, fransk tonsättare.
- 20 juli – Anna Nielsen, 52, dansk skådespelare och operasångare.
- 29 juli – Robert Schumann, 46, tysk tonsättare.
- 21 augusti – Peter Joseph von Lindpaintner, 64, tysk musiker, dirigent och tonsättare.
- 2 november – Johan Anders Biörck, 67, svensk tonsättare, amatörmusiker och rådman.